# Tời gió

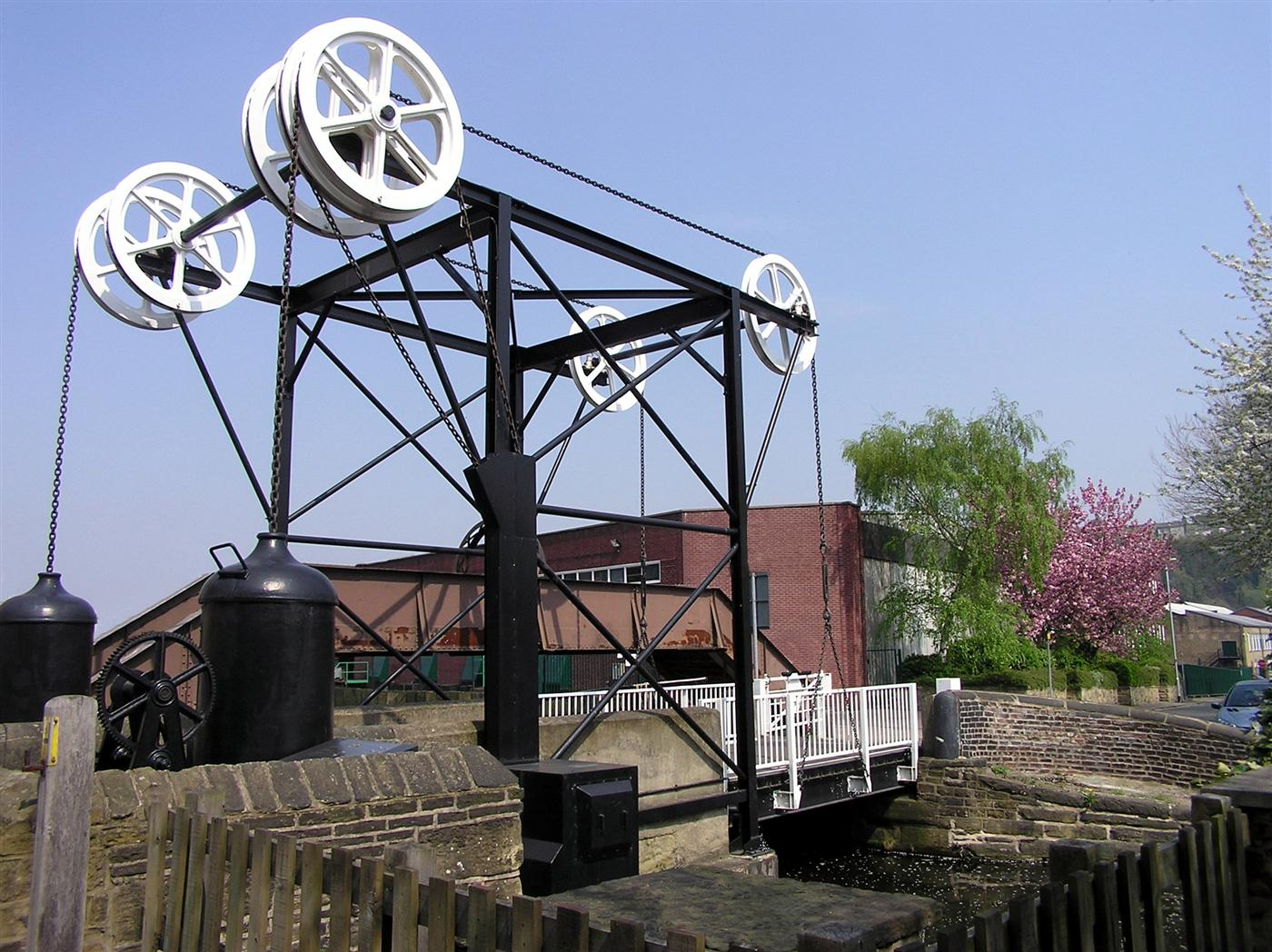
Cầu đường nâng bằng tời gió cầu quay bắc qua Kênh đào Huddersfield Broad

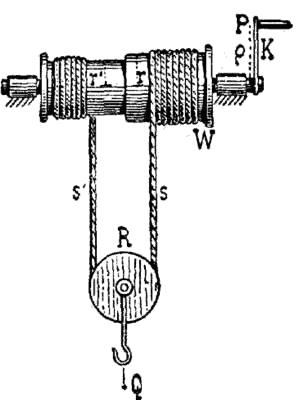
Chi tiết tời gió

Tời gió là một thiết bị để di chuyển vật nặng. Thông thường, tời gió bao gồm một hình trụ nằm ngang (thùng), được quay bằng tay quay hoặc dây đai. Tời được gắn vào một hoặc cả hai đầu, và cáp hoặc dây được quấn quanh tời, kéo một quả nặng gắn vào đầu đối diện. Mô tả cổ nhất về tời gió để lấy nước có thể được tìm thấy trong sách Book of Agriculture được xuất bản năm 1313 bởi quan chức Trung Quốc Wang Zhen của triều đại nhà Nguyên (fl. 1290–1333). Nhà khoa học người Hy Lạp Archimedes là người phát minh ra tời gió.